# Michael Lutz
Michael Lutz (* 25. Januar 1982 in Nördlingen) ist ein ehemaliger deutscher Fußballtorhüter und heutiger Torwarttrainer. Er absolvierte über 300 Pflichtspiele und stand unter anderem für den FC Ingolstadt 04 in der 2. Fußball-Bundesliga im Tor. Nach Stationen in verschiedenen regionalen und überregionalen Ligen beendete er 2017 seine aktive Karriere beim TSV 1861 Nördlingen und ist seitdem als Nachwuchstrainer beim 1. FC Heidenheim tätig.

## Karriere

### Jugend und erste Schritte im Herrenbereich
Lutz begann seine fußballerische Laufbahn 1988 im Alter von sechs Jahren beim FSV Reimlingen. 1994 wechselte er in die Nachwuchsabteilung des TSV Nördlingen und spielte dort zweieinhalb Jahre lang, ehe er in die B-Jugend des Vereins aufgenommen wurde. 1998 schloss er sich der Jugend des FC Augsburg als Torwart an und durchlief dort die B- und A-Junioren bis zur U19. In der Saison 2001/02 rückte er in den Kader der Herrenmannschaft auf, die damals in der Oberliga Bayern (vierte Liga) spielte. Parallel stand er in der Kreisliga-Mannschaft des FCA zwischen den Pfosten. Mit der ersten Mannschaft feierte er 2002 den Aufstieg in die Regionalliga Süd, blieb jedoch Ersatzkeeper mit lediglich einem Einsatz.
Im Juli 2002 wechselte Lutz zum MTV Ingolstadt, einem Absteiger aus der Bayernliga, und wurde dort Stammspieler. 2004 gelang der direkte Wiederaufstieg in die Bayernliga. Im selben Jahr fusionierte der MTV mit dem ESV Ingolstadt, woraufhin Lutz beim neugegründeten FC Ingolstadt 04 die Rolle im Tor behielt. Er absolvierte alle 34 Partien und verhalf dem Team zur Vizemeisterschaft.

### Aufstieg mit Ingolstadt und Zweitliga-Erfahrung
In der Folgesaison war Lutz als Nummer eins gesetzt und bestritt alle 17 Hinrundenpartien, wobei er viermal ohne Gegentor blieb. Im DFB-Pokal gegen den 1. FC Saarbrücken hielt er einen Elfmeter, unterlag mit dem FCI aber mit 5:6 im Elfmeterschießen. In der Rückrunde verlor er seinen Stammplatz an Marco Sejna und kam nicht mehr zum Einsatz. Der Verein stieg 2006 in die Regionalliga Süd auf.
In der Saison 2006/07 stand Lutz wieder im Tor, blieb in 32 Spielen 13 Mal ohne Gegentor und kassierte insgesamt nur 38 Treffer – ein entscheidender Beitrag zum fünften Platz des Aufsteigers. Auch in der folgenden Saison absolvierte er alle 34 Partien, wieder mit 13 Zu-Null-Spielen und lediglich 36 Gegentoren. Die Saison endete mit der Vizemeisterschaft und dem Aufstieg in die 2. Fußball-Bundesliga, woraufhin sein Vertrag verlängert wurde.
In der Zweitligasaison war er erneut Stammtorwart, verpasste lediglich zwei Spiele, wurde aber 53-mal bezwungen. Der Verein stieg direkt wieder ab, und auch im DFB-Pokal war in der ersten Runde gegen den Hamburger SV Endstation. In der darauffolgenden Drittligasaison gelang der Wiederaufstieg, Lutz absolvierte 24 Einsätze. In der Saison 2010/11 gehörte er zwar zum Zweitliga-Kader, kam jedoch nicht mehr zum Einsatz, da Sascha Kirschstein die neue Nummer eins war.

### Späte Stationen und Übergang zur Trainerlaufbahn
Zur Saison 2011/12 unterschrieb Lutz beim Regionalliga-Aufsteiger SV Waldhof Mannheim einen Vertrag bis zum 30. Juni 2012. Eine Achillessehnenverletzung setzte ihn acht Monate außer Gefecht, woraufhin sein Vertrag nicht verlängert wurde. Anschließend wechselte er zum BC Aichach in die Bayernliga Süd, wo er als Stammspieler zunächst Dritter wurde. In der Folgesaison gewann das Team die Meisterschaft, wegen finanzieller Probleme löste es sich schließlich jedoch auf.
Lutz schloss sich daraufhin 2014 dem TSV 1896 Rain an, mit dem ihm erneut ein Aufstieg gelang. In der darauffolgenden Regionalliga-Saison erlitt er nach zehn Spielen eine Meniskusverletzung und wurde im Winter 2015 entlassen. Lutz ging im Februar 2016 zum TSV 1861 Nördlingen und trainierte dort weiter. Im Sommer wurde er Stammspieler und stand eine Saison im Tor. 2017 beendete Lutz schließlich seine aktive Karriere offiziell. Sporadisch kam er anschließend noch als Ersatzspieler zum Einsatz.
Noch während seiner Zeit in Nördlingen wurde er von Torwarttrainer Bernd Weng kontaktiert und wechselte nach Abschluss der Saison als U15-Torwarttrainer ins Nachwuchsleistungszentrum des 1. FC Heidenheim.

## Familie und Privatleben
Lutz absolvierte zunächst eine Ausbildung zum Buchbinder. Im Alter von 31 Jahren – während seiner aktiven Fußballkarriere – entschied er sich für eine berufliche Neuorientierung und begann eine Umschulung zum Industriekaufmann. Nach dem Ende seiner Laufbahn im Profifußball ist er hauptberuflich im Vertrieb tätig.
Lutz ist verheiratet, das Ehepaar hat einen Sohn.